# Скипидарные ванны
Скипида́рные ва́нны — метод, применяемый в рамках альтернативной медицины, в основе которого лежит использование тёплых ванн с добавлением небольших количеств эмульсий на основе живичного скипидара. Является по сути комбинацией бальнеотерапии и ароматерапии, в котором основным способом введения эфирного масла через кожу является погружение тела (за исключением его головной части) в ванну с разбавленной эмульсией скипидара. По утверждению сторонников данного метода основные компоненты скипидара (терпены и терпеноиды) оказывают раздражающее действие на кожу и дыхательные пути, «тренируя» тем самым сердечно-сосудистую и дыхательную системы, в совокупности с антисептическим и общеукрепляющим действиями:341. В настоящее время отсутствуют рандомизированные плацебо-контролируемые международные исследования, подтверждающие эффективность и безопасность применения скипидарных ванн при различных патологических состояниях. Скипидарные ванны ныне не рассматриваются доказательной медициной как лечебное средство:351, а почти все работавшие с XIX века «скипидарные санатории» больше не предоставляют такую услугу:351. Тем не менее скипидарные ванны до сих пор практикуются как в некоторых отдельных санаториях, так и в домашних условиях.

## История
Скипидарные ванны (англ. turpentine bath) упоминались как способ лечения в 1912 году в журнале American medicine, а также в 1916 году в обзоре Дж. Сандерс.
Более широко скипидарные ванны стали использоваться с середины XX века в связи с деятельностью А. С. Залманова с 1933 года (сначала — во Франции, а с начала 1960-х годов — в СССР) как бальнеологическое средство при различных заболеваниях. В целом, с конца XX века внимание к использованию бальнеологических процедур с эфирными маслами несколько выросло в связи с усилением внимания к натуропатии и комплементарной медицине. Во Франции в XX веке интерес к методу значительно ослаб, и скипидарные ванны уже не рассматриваются фармакологией как лечебное средство:351, а почти все работавшие с XIX века скипидарные санатории уже не предоставляют такую услугу:351.
В настоящее время в России, на Украине и в ряде других стран, преимущественно в тех, где сохранилась советская медицинская школа, скипидарные ванны используются при санаторном лечении. В настоящее время скипидарные ванны часто применяются в контексте альтернативной медицины наряду с другими практиками ароматерапии, в частности — вместе с применением эфирного масла сосны.

## Описание практики
Применение скипидарных ванн характеризуется значительными вариациями в методах осуществления, которые отличаются некоторыми особенностями, но в общих чертах их можно подразделить на два вида: эмульсионные ванны и ванны с солюбилизированным скипидаром (так называемый «жёлтый раствор»). Если в первом способе используется эмульгированный скипидар, то есть в исходной масляной, малорастворимой в воде форме, то во втором применяют смесь скипидара с касторовым маслом, олеиновой кислотой и едким натром. Последний представляет собой щёлочь, которая вызывает гидролиз содержащихся в касторовом масле липидов и ионизацию жирнокислотных остатков, что приводит к образованию мыла (то есть ПАВ), значительно ускоряющего диспергирование скипидара и увеличивающего его растворимость. Присутствие щёлочи в составе скипидарных ванн также в некоторой степени благоприятствует раздражению кожи, что, впрочем, по мнению сторонников, соответствует цели данных процедур. Кроме того, данные способы могут осуществляться одновременно, и в подготовленной ванне может присутствовать как эмульсия, так и коллоидный раствор скипидара. Количество вносимой смеси на основе скипидара разнится при различных практиках, но в целом варьируется от 20 до 120 мл на 170—200 литров воды в ванне (по Залманову). При применении «жёлтого раствора» в рамках данной практики, таким образом, при максимальной дозировке скипидарной смеси pH подготовленной в ванне водной смеси может составлять 10—11 единиц (без учёта последующего разбавления и гидролиза масел, которые, впрочем, сместят его незначительно).
При любых из этих способов скипидар добавляется в ванну с тёплой водой (36—38 ℃), после чего в неё заходит человек, оставляя сухой только головную часть. При комбинировании скипидарной ванны с ароматерапией, вместе со скипидаром в воду также вносятся эфирные масла, чаще всего выделенные из хвойных растений, но могут быть внесены и другие. Далее в ванну постепенно, в течение 15—17 минут вносится горячая вода для повышения средней температуры до 42—43 ℃, после чего человек выходит из ванны и закутывается в полотенце или банный халат для поддержания повышенной температуры тела.

## Критика
Применение скипидарных ванн может иметь пересечение с другими лженаучными концепциями и практиками из альтернативной медицины. Наиболее явное пересечение наблюдается с так называемой «чисткой от шлаков». Так, по утверждению популяризатора и основателя некоторых практик скипидарных ванн Залманова, «механизм действия ванн всегда один и тот же — открытие закрытых капилляров, приток кислорода, глюкозы и других питательных веществ, улучшение венозного тока крови, удаление метаболитов, последовательное освобождение от вредных продуктов обмена веществ». При этом нахождение и, что самое главное, накопление неких «метаболитов» просто постулируется без уточнения их биохимической природы и локализации в тканях организма. Согласно современным научным представлениям, нормальный, здоровый организм не накапливает вредных веществ, а сторонники «теорий очищения» и продавцы средств «для очистки организма» просто постулируют существование шлаков, не утруждаясь доказательствами.
В настоящее время отсутствуют рандомизированные плацебо-контролируемые международные исследования, которые бы подтвердили заявляемые лечебные свойства скипидарных ванн, такие как омоложение, излечение всевозможных болезней опорно-двигательного аппарата, неврита, сердечно-сосудистых заболеваний, ДЦП и так далее, равно как и не выработаны чёткие общие рекомендации и противопоказания к применению данных процедур. И хотя существуют работы, в которых рассматривается терапевтические свойства скипидарных ванн или ванн с отдельными компонентами скипидара, тем не менее уровень доказательности подобных работ в целом можно оценить как низкий. В данных работах не раскрывается предполагаемый механизм действия компонентов скипидара при конкретных патологических состояниях, присутствует маленькая выборка пациентов, отсутствуют контроль плацебо и двойное ослепление, что не позволяет сделать выводы об эффективности лечения данным способом.

### Безопасность
Ввиду того, что основным элементом скипидарных ванн является живичный скипидар, то встаёт вопрос безопасности проведения подобных практик из-за токсичности некоторых компонентов скипидара. При отравлении живичным скипидаром могут развиться различные симптомы, включая гематурию, почечную недостаточность, потерю зрения, боль в груди, рвоту, сильный кашель, кровотечение в верхних отделах ЖКТ, гипотонию, отёк гортани и даже смерть. И хотя сторонниками подобных практик часто утверждается, что незначительные количества добавляемого в ванны скипидара не способны привести к отравлению, тем не менее из-за невозможности исключить передозировку или случайное проглатывание вместе с водой в домашних условиях негативные эффекты могут иметь место. Кроме того, некоторые негативные симптомы, такие как раздражение кожи, повышение артериального давления, головокружение, интерпретируются сторонниками как «лечебный эффект», «гимнастика для капилляров» и «перевоспитание органов кровообращения», что само по себе может подстегнуть практикующего к непреднамеренному отравлению вследствие попыток сильнее «натренировать» свой организм.